# Julián Besteiro
Julián Besteiro Fernández (Madrid, 21 de septiembre de 1870 - Carmona, 27 de septiembre de 1940) fue un catedrático y político español, presidente de las Cortes durante la Segunda República, y también del Partido Socialista Obrero Español y de la Unión General de Trabajadores.
Alumno de la Institución Libre de Enseñanza, estudió Filosofía y Letras en la Universidad Central y se inició en la política dentro del partido de Unión Republicana, para pasar poco más tarde al Partido Republicano Radical. En 1912, año en el que también obtuvo su cátedra en la Universidad Central, ingresó en el PSOE. Tuvo un papel protagonista en la huelga general de 1917, por el que fue encarcelado en Cartagena. Elegido diputado en 1918, fue liberado, comenzando su actividad parlamentaria.
Besteiro, que sucedió a Pablo Iglesias como líder del PSOE y de la UGT a su muerte, apoyó una postura colaboracionista con la Dictadura de Primo de Rivera. Proclamada la Segunda República, en 1931 fue elegido presidente de las Cortes Constituyentes y en 1934 se opuso a la deriva revolucionaria de su partido durante la huelga de octubre.
Tras el inicio de la Guerra Civil se opuso a la influencia comunista en el gobierno republicano y participó en el golpe de Estado contra el gobierno de Juan Negrín llevado a cabo por el coronel Segismundo Casado, formando parte del Consejo de Defensa de Madrid en calidad de consejero de Exteriores. Fue el único miembro del consejo que permaneció en Madrid a la entrada de las fuerzas del bando sublevado en la ciudad durante la ofensiva final de la guerra civil española el 28 de marzo de 1939. Sometido a un consejo de guerra, en el que se le acusó de haber promovido un socialismo moderado, fue condenado a cadena perpetua que, posteriormente, fue sustituida por treinta años de reclusión mayor. Falleció en 1940, víctima de una infección, en la cárcel de Carmona.

## Biografía

### Formación
Nacido en el número 16 de la madrileña Costanilla de Santiago el 21 de septiembre de 1870, era hijo de un comerciante de ultramarinos de origen gallego. Ingresó en 1879 en la Institución Libre de Enseñanza, creada tres años antes por Francisco Giner de los Ríos, al que Besteiro profesó una gran admiración y llegaría a dedicar numerosas alabanzas en la prensa.

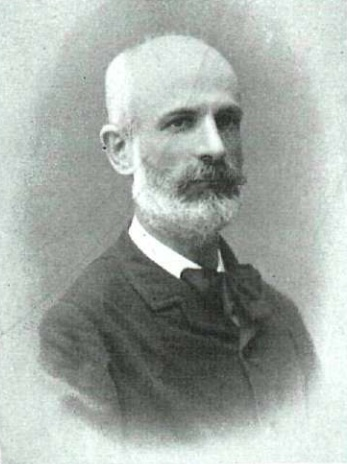
La personalidad de Francisco Giner de los Ríos y la Institución Libre de Enseñanza influyeron notablemente en Besteiro.

Entre 1887 y 1890 realizó estudios de Filosofía y Letras en la Universidad de Madrid. Entre los docentes que le dejaron impronta en esta etapa universitaria se encontraron Nicolás Salmerón —el que fuera presidente de la Primera República Española— y Luis Simarro.
En el curso 1895-1896 se trasladó a París para ampliar estudios en La Sorbona. Tras su vuelta a España en 1897, ganó por oposición la cátedra de profesor de instituto en Orense y trasladó su plaza posteriormente a un instituto de Toledo donde ejerció la docencia desde 1899 hasta 1908, año en el que se le concedió licencia para estudiar en el extranjero, aunque su cese administrativo no se produjo hasta 1912.

### Inicios en la política

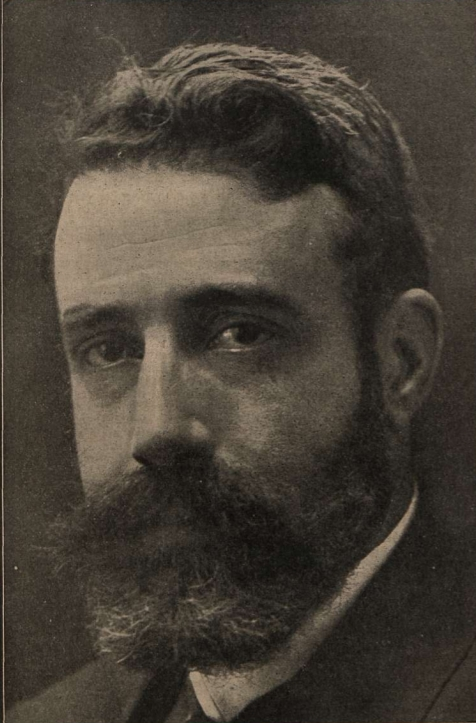
Fotografía de Besteiro publicada en octubre de 1912 en Vida Socialista con motivo de su ingreso en el partido.

La primera formación política en la que militó Besteiro fue la Unión Republicana, fundada en 1903 por Nicolás Salmerón y Alejandro Lerroux. En noviembre de ese año fue elegido concejal del consistorio de Toledo. Tras producirse en 1908 la crisis en el seno de Unión Republicana, Lerroux posteriormente fundó el Partido Republicano Radical, en el que ingresó Besteiro ese mismo año.
En 1909 realizó un viaje becado a Alemania y visitó las universidades de Berlín, Múnich y Leipzig, donde tomó contacto con las tesis marxistas. Ya de vuelta en España, antes de su ingreso en el PSOE —en concreto en la Agrupación Socialista Madrileña—, que se produjo en 1912, llegó a ingresar brevemente en la Cárcel Modelo en 1911 a causa de una conferencia en la Casa del Pueblo de Madrid, en la que se manifestó en contra de la guerra en África; en prisión llegaría a confraternizar con Saborit y con Anguiano. En 1912 ganó la cátedra de Lógica de la Universidad Central.
En 1913 contrajo matrimonio con la profesora de Ciencias Físicas Dolores Cebrián Fernández de Villegas, que impartía en la Escuela normal de Maestros de Toledo; ese mismo año se convirtió en concejal del Ayuntamiento de Madrid por el distrito de Chamberí. Sería elegido de nuevo concejal en 1917 y 1931. Antes de auparse a la vicepresidencia de la Unión General de Trabajadores ocupó los cargos de vocal y vicesecretario del sindicato.

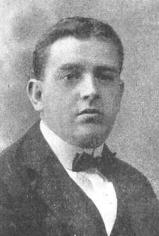
Andrés Saborit, con el que Besteiro trabó amistad en la cárcel, fue uno de sus más fieles seguidores.

El 8 de junio de 1916 lideró el comité de la UGT que visitó al Conde de Romanones, presidente del Consejo de Ministros, para transmitirle las demandas de la clase obrera; la negativa por parte del ejecutivo a la hora de satisfacer dichas demandas, entre las que se incluía el fin de la guerra de Marruecos, sería el preludio de la huelga de diciembre. Fue también uno de los ugetistas firmantes —junto con Largo Caballero y Vicente Barrio— del «histórico» acuerdo de colaboración con la CNT —representada por Salvador Seguí y Ángel Pestaña— en Zaragoza el 17 de julio de 1916, que facilitó la huelga general del 18 de diciembre.
El 9 de agosto de 1917, la UGT convocó una huelga general revolucionaria que no obtuvo los resultados esperados, y Besteiro, junto con los demás componentes del comité de huelga, fue juzgado por un tribunal militar y sentenciado el 4 de octubre junto a Daniel Anguiano, Francisco Largo Caballero y Andrés Saborit a cadena perpetua. Fueron trasladados al penal de Cartagena, pero no permanecieron allí mucho tiempo, porque en las elecciones de febrero de 1918 fueron elegidos diputados, y liberados tras una campaña a su favor.

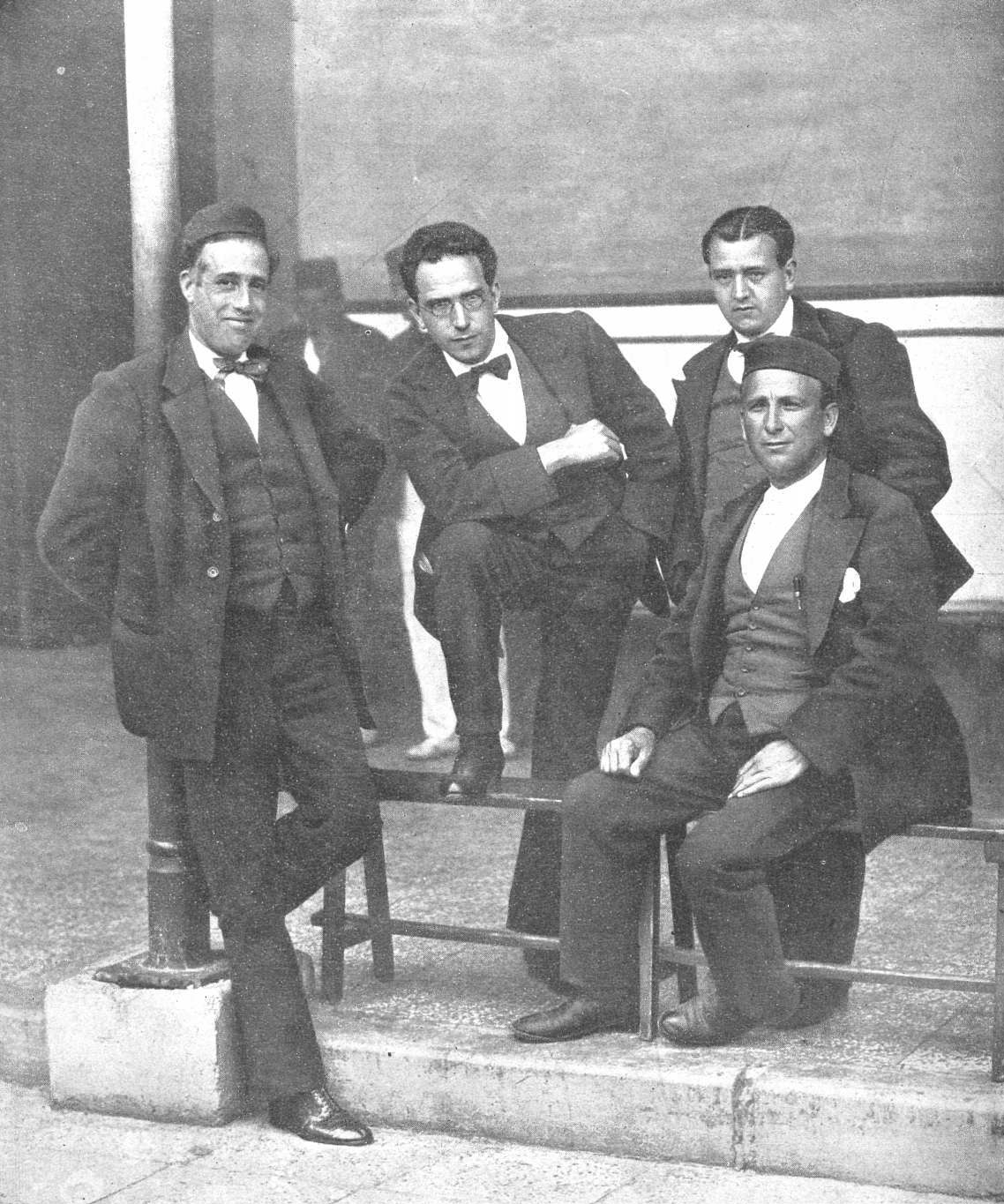
Besteiro, Daniel Anguiano, Andrés Saborit y Francisco Largo Caballero en el penal de Cartagena, por Campúa (1918).

La actividad parlamentaria de Besteiro entre 1918 y 1923 comenzó con una explicación y justificación de la huelga de 1917; también prestó interés a temas como la sanidad y la educación, lamentándose en esta última cuestión del analfabetismo y el desfase entre el fin de la educación primaria y la edad mínima para trabajar. En febrero de 1919 acudió a la Conferencia de Berna en representación del PSOE. Durante los últimos años de vida de Pablo Iglesias, debilitado por la enfermedad, Besteiro sería el líder de facto del PSOE desde la vicepresidencia del partido. En el congreso del PSOE de 1920, en el contexto de la crisis de las internacionales, Besteiro mantuvo, al igual que Largo Caballero, una posición ambivalente y contemporizadora frente a los discursos terceristas que buscaban la adhesión incondicional al Comintern o Internacional Comunista.
Hacia 1923-1924 efectuó una estancia en el Reino Unido con el fin de estudiar la Workers' Educational Association.

### Dictadura de Primo de Rivera
Ante la instauración de la dictadura del general Miguel Primo de Rivera, Besteiro adoptó, como gran parte del sindicato y del partido, una postura de colaboración con el nuevo régimen, siendo frecuentes sus declaraciones favorables a la nueva situación institucional. Argumentaba que la implantación de un sistema democrático era responsabilidad de la burguesía y que se trataba de algo en lo que no le correspondía involucrarse de forma activa a la clase trabajadora. Consecuentemente, y hasta que la burguesía cumpliese su misión histórica, la Unión General de Trabajadores debía aprovechar cuanta oportunidad le brindase el régimen dictatorial para mejorar la posición de la clase trabajadora organizada en torno al sindicato socialista. La postura de colaboración con la dictadura, mayoritaria en el socialismo español, fue combatida dentro del PSOE por Indalecio Prieto y Fernando de los Ríos. Su modelo de estado sería un sistema bicameral, con una cámara elegida por sufragio universal, el Congreso, y otra de tipo corporativo elegida por las corporaciones.

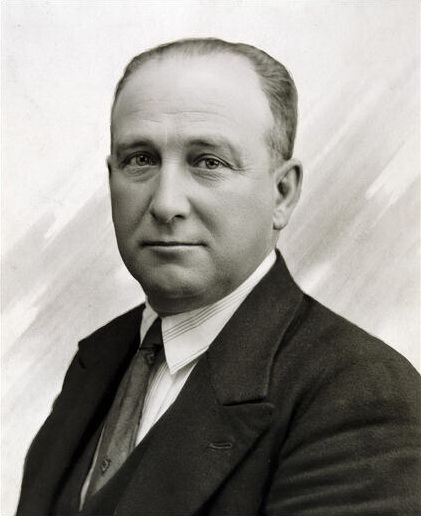
Largo Caballero compartió en un primer momento, al igual que Besteiro, la voluntad de aceptar la línea de colaboración que les tendió la dictadura.

Miembro de las comisiones ejecutivas de la UGT y del PSOE desde 1914, en 1925 sucedió a Pablo Iglesias al frente del PSOE. En los últimos tiempos de la dictadura la posición de Besteiro tuvo un cariz «en cierto modo pasivo»; en una reunión de la UGT de agosto de 1929, la ruptura del ala obrerista de Largo Caballero con la vía colaboracionista con el régimen y la disensión de Besteiro, que mantuvo su postura de 1924, provocó una nueva línea de fractura en el partido; que se volvió a reproducir con el rechazo de Besteiro a la colaboración socialista con fuerzas republicanas en el denominado Pacto de San Sebastián. En 1930 bloqueó la celebración de la huelga general prevista para el 15 de diciembre. Al triunfar tesis contrarias a las suyas, en la reunión del 22 de febrero de 1931, dimitió de sus cargos tanto del PSOE como de la UGT secundado por varios socialistas próximos como Andrés Saborit, Trifón Gómez o Lucio Martínez.
No obstante, Besteiro formó parte, en representación del PSOE, de la candidatura por Madrid de la Conjunción Republicano-Socialista para las elecciones municipales fijadas para el 12 de abril de 1931. El triunfo frente a los monárquicos fue abrumador y Besteiro fue uno de los treinta concejales de la conjunción que resultaron elegidos, en su caso por el distrito de La Latina.

### Segunda República Española

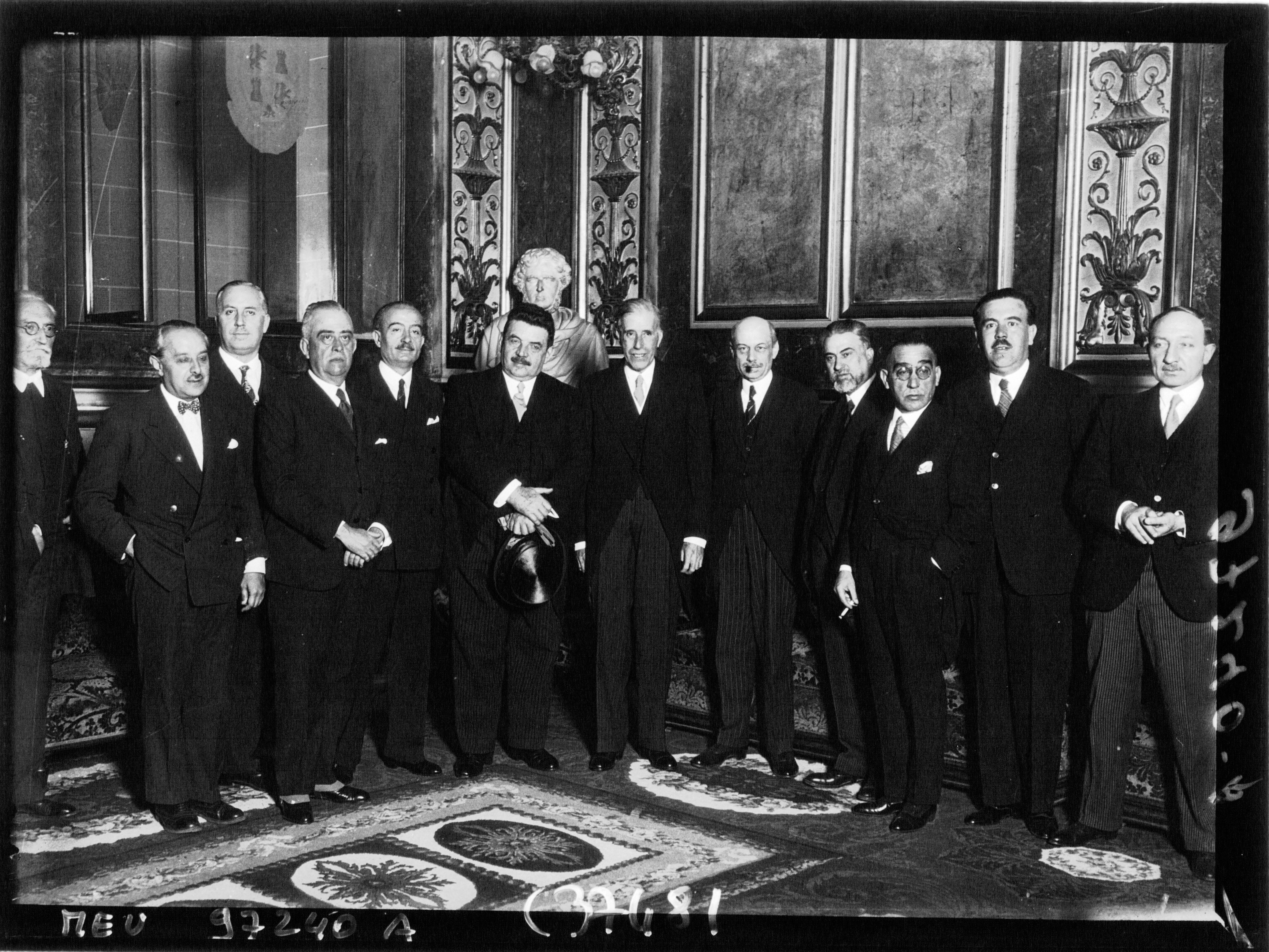
Besteiro, en el centro, junto a Édouard Herriot, durante una visita de este último a España en 1932.

En 1931, tras la instauración de la Segunda República Española, Julián Besteiro, que se presentó como candidato en las elecciones constituyentes fue elegido casi por unanimidad presidente de las Cortes republicanas constituidas el 14 de julio; cargo que ocupó hasta el 9 de octubre de 1933. Llegó a afirmar, sin embargo que los socialistas no debían colaborar con fuerzas republicanas a la hora de conformar gobiernos burgueses para, en sus palabras, «conservar nuestra (la del partido) independencia y nuestra autonomía». Experimentó sin embargo en este período una «republicanización» de su perfil, con unos planteamientos previos a las elecciones constituyentes de 1931 que, según Emilio Lamo de Espinosa, podía haber suscrito «cualquier republicano burgués».
En 1933 replicó a Amaro del Rosal que «hacer un movimiento para implantar el Socialismo mediante la dictadura del proletariado» lo consideraba «un absurdo imposible en las circunstancias actuales, y el anuncio de estos propósitos, que no se realizarán y si se intentan realizar resultarán un fracaso enorme, no servirá más que para estimular a la reacción».
Besteiro, que experimentó durante este periodo una deriva hacia posiciones más conservadoras, se vio obligado a dimitir de la presidencia de la UGT —que había recuperado en el congreso de la UGT de octubre de 1932— en enero de 1934 y se mantuvo al margen de la faceta revolucionaria del PSOE, que condujo a la Revolución de octubre, a la que se opondría. Besteiro —que llegó a afirmar que el peligro fascista estaba mejor representando por Largo Caballero y sus seguidores que por la CEDA— advirtió que «España no era Rusia»; la insurrección requeriría todavía más violencia y devendría probablemente en un fracaso.
El 28 de abril de 1935 ingresó como miembro de la Academia de Ciencias Morales y Políticas con un discurso titulado Marxismo y Antimarxismo, interpretado como un episodio más del conflicto con la línea caballerista del partido.
Para las elecciones de febrero de 1936, el PSOE se integró en el Frente Popular. Aportaba siete candidatos a la candidatura frentepopulista por la ciudad de Madrid. Como en anteriores procesos electorales de la etapa republicana, la potente Agrupación Socialista Madrileña eligió a sus candidatos mediante antevotaciones. Estas mostraron el predominio de la facción revolucionaria caballerista, que barrió a la candidatura encabezada por Besteiro. Largo Caballero fue el candidato más votado, con el 92 % de las papeletas. Besteiro, por su parte, fue sólo el octavo candidato más votado, de ocho. Sin haber obtenido los votos necesarios para resultar elegido candidato en primera vuelta, tuvo que acudir a una segunda, en la que sí fue elegido Besteiro. Su menguante apoyo dentro de las filas socialistas contrastó con los resultados de las elecciones, en las que Besteiro fue el elegido diputado, siendo el segundo candidato más votado (tras Manuel Azaña) y el primero socialista, con 224 540 votos. Aunque las diferencias entre los candidatos de Frente Popular más y menos votados estuvieron sólo en torno a los 4000 votos, fueron los más moderados los que mejores resultados obtuvieron y los más radicales, los que menos —Largo Caballero fue el segundo candidato con menos votos; solo el comunista José Díaz obtuvo peores resultados—.

### Guerra Civil
Tras el estallido de la guerra civil española volvió al Ayuntamiento de Madrid como presidente del llamado Comité de Reforma, Reconstrucción y Saneamiento. Besteiro, que se opuso frontalmente al conflicto, se caracterizó durante este por su anticomunismo y por apostar obsesivamente por una paz negociada. Desde muy pronto dio por perdida la guerra; sin embargo, pese a las presiones de personas próximas rehusó repetidamente abandonar la capital. Por ejemplo, a principios de 1937 rehusó trasladarse a Buenos Aires como embajador a pesar de que ya se encontraba enfermo. Durante años había controlado una tuberculosis latente; pero el duro trabajo, la mala alimentación y la falta de calefacción hicieron que la enfermedad se activara. A pesar de las privaciones, rechazó siempre recibir un trato especial.

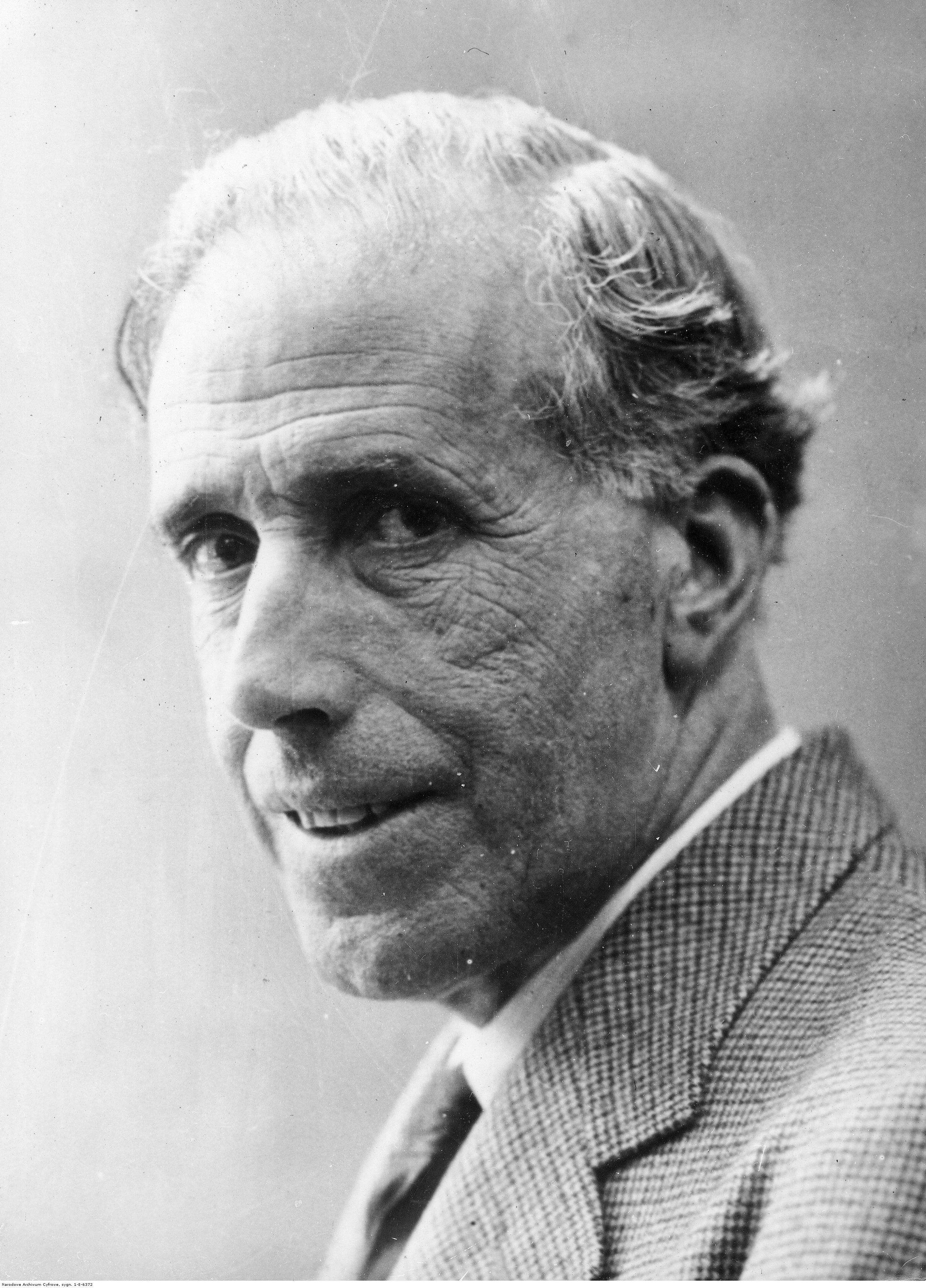
Julián Besteiro fotografiado entre 1935 y 1939.

En mayo de 1937 Manuel Azaña, presidente de la República, le designó como representante del Gobierno republicano en la coronación de Jorge VI de Inglaterra con la misión de forzar una intervención internacional que propiciara la paz; para ello, se entrevistó con Anthony Eden, ministro de Exteriores británico en una reunión organizada por el embajador Pablo de Azcárate, en unas gestiones que no obtuvieron resultados concretos. También se entrevistó con Léon Blum, primer ministro francés. A partir de este momento Besteiro desarrolló animadversión hacia Juan Negrín, el nuevo jefe de gobierno tras la salida de Largo Caballero, que no quiso escuchar su informe acerca de los encuentros (aunque Negrín negaría conocer entonces la existencia de estas negociaciones, por lo demás totalmente infructuosas).
Desde 1938, visto el giro negativo de la contienda, se mostró propicio a aceptar una serie de responsabilidades políticas que llevaran al fin de la guerra. Besteiro llegó a mantener reuniones con miembros de la Falange clandestina y con agentes franquistas y quintacolumnistas; los falangistas de la quinta columna habrían tratado de convencerle en 1938 de que asumiera la jefatura del gobierno con el fin de allanar el camino a unas negociaciones de paz.
En 1938 viajó a Barcelona invitado por el presidente Azaña a una reunión para configurar un nuevo gobierno que pudiera lograr la paz, cita que a la postre fue infructuosa. Durante la visita, un recrudecimiento de su enfermedad le obligó a guardar cama en el hotel durante un tiempo. Afectado de pesimismo respecto a la causa republicana —opinaba, que de ganar la guerra, la República se habría convertido en un Estado comunista—, Besteiro habría, de acuerdo a Helen Graham, llegado a pensar que una dictadura liderada por Franco sería similar a la dictadura de Primo de Rivera y permitiría la colaboración socialista. La retórica de Besteiro, que llegó a acusar a Julio Álvarez del Vayo, a Luis Araquistáin y a Juan Negrín de entregados a los comunistas, sería hacia finales de 1938, según Paul Preston, indistinguible de la proveniente del bando rebelde.
En febrero de 1939 se produjo su depuración como catedrático por el bando franquista junto a otros docentes mediante Orden Ministerial de 4 de febrero de 1939 publicada en el BOE el 17 de febrero.

### Golpe de Casado

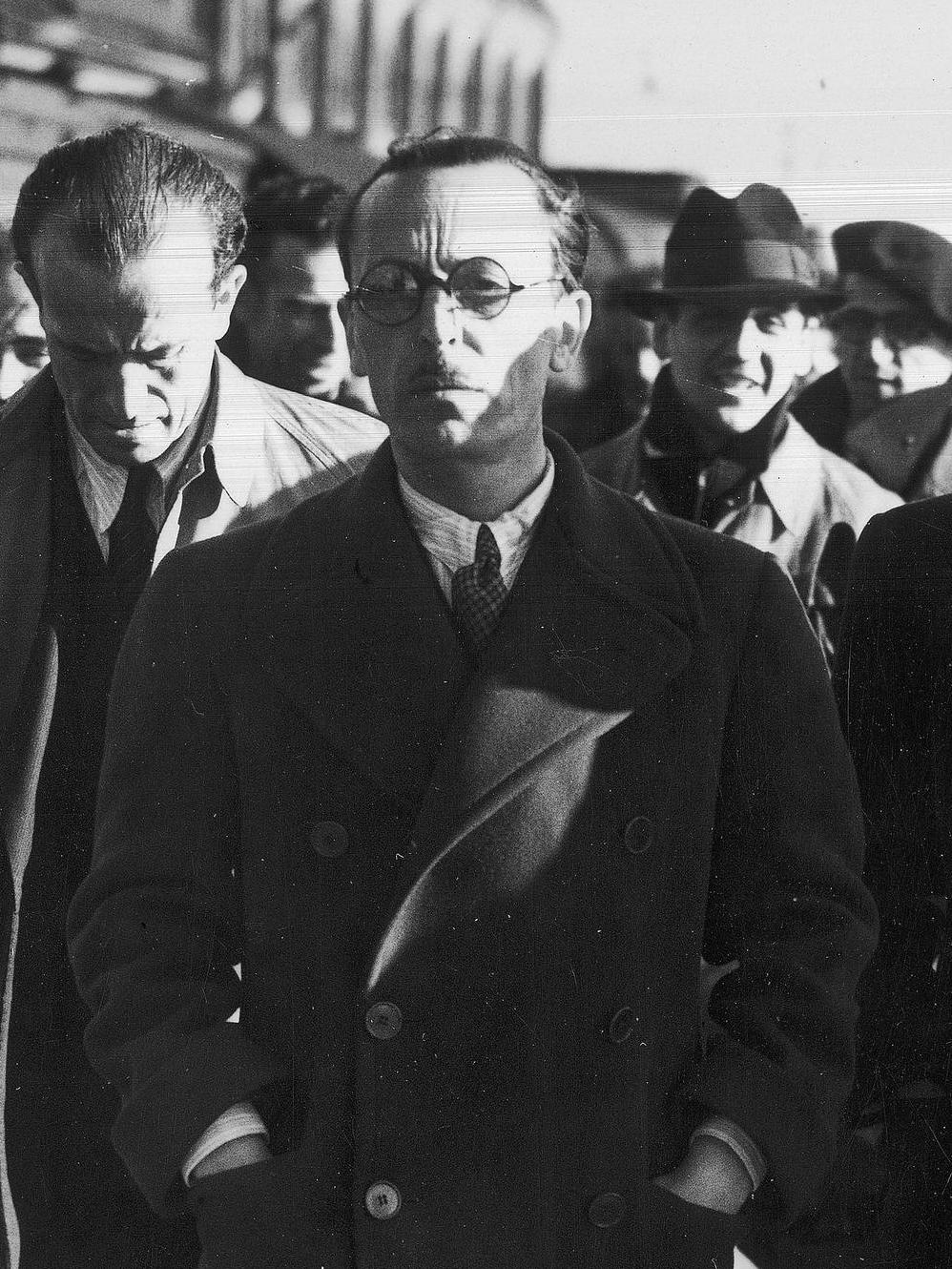
El coronel Segismundo Casado

Besteiro, que creyó en la buena voluntad de Franco hasta el final del conflicto, se sumó a la controvertida iniciativa del coronel Segismundo Casado y formó parte del Consejo Nacional de Defensa —del que, tras rechazar el cargo de presidente por creer que debía ocuparlo un militar, fue nombrado consejero de Exteriores— que, el 5 de marzo de 1939, dio un golpe de Estado contra la República representada por el doctor Juan Negrín como presidente del gobierno legítimo respaldado por unanimidad el 1 de febrero de 1939 por el pleno de las Cortes reunido en Figueras. La conspiración perseguía la consecución de un armisticio con Franco que nunca ocurrió.
Besteiro —que había sido designado presidente del Comité de Reforma de Reconstrucción y Saneamiento de Madrid creado el 2 de abril de 1937— presentó en 1939 un proyecto de Plan Regional de Madrid (titulado Esquema y Bases para el desarrollo del Plan Regional y también conocido como «Plan Besteiro») en el que ya se apunta la necesidad de incorporar al término de Madrid los municipios limítrofes. El prólogo del proyecto, escrito por Besteiro, introdujo como principal referencia para la ciudad la experiencia del Plan de Londres.

### La rendición de Madrid
El 27 de marzo de 1939 se celebró la última reunión del Consejo Nacional de Defensa. El 28 de marzo todos los miembros del Consejo a excepción de Julián Besteiro partieron en avión hacia Valencia, proponiendo Besteiro el nombramiento del anarquista Melchor Rodríguez García como alcalde de Madrid, cargo que este aceptó y a su vez rindió al bando franquista el mismo día.

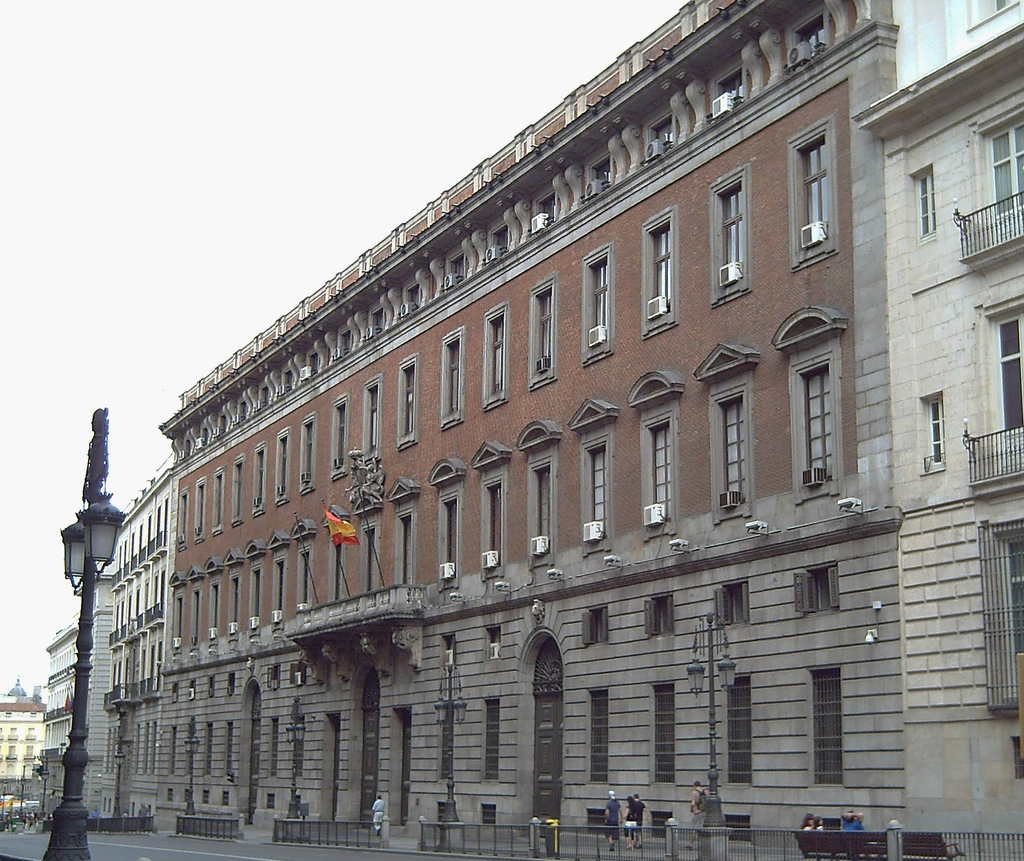
Besteiro pasó los últimos días de la II República en la sede del Ministerio de Hacienda de la calle Alcalá.

El 29 de marzo de 1939 Julián Besteiro, enfermo, fue detenido en los sótanos de la sede del Ministerio de Hacienda, —lugar en el que tenía su despacho, vivía desde el 5 de marzo y desde donde se dirigía frecuentemente por radio a los madrileños— y enviado a la cárcel de Porlier. Esta era un antiguo colegio salesiano reconvertido en cárcel de deplorables condiciones. Al llegar, la enfermedad le dificultó incluso subir las escaleras, pero mejoró poco a poco. El director del centro fue atento con él.

### Consejo de guerra
El mismo 29 de marzo comenzó el proceso contra Besteiro instruido por el juez militar Carlos de Sabater. El 12 de junio fue trasladado a la prisión del Cisne a petición de su abogado. Se trataba de un antiguo convento también reconvertido apresuradamente en establecimiento penitenciario, pero las condiciones higiénicas eran mejores que en Porlier. El 8 de julio Julián Besteiro fue sometido a un consejo de guerra bajo la acusación de «delito de adhesión a la rebelión militar». El fiscal fue Felipe Acedo Colunga, quien planteó la acusación como una suerte de intento de «condena de la revolución» personificada en Besteiro. Acedo había sido alumno del acusado y lo describió como «hombre honesto e inocente de cualquier delito de sangre», «persona honrada» y «simpático a la multitud y a nosotros mismos desde el punto de vista personal». Pero solicitó la pena de muerte para el político por el crimen de haber promovido un socialismo aceptable mediante la moderación, y por haber sido «nefasto, terriblemente nefasto, en la política española».
El defensor fue el tradicionalista Ignacio Arenillas, que sólo llegó a aceptar el cargo una vez que Besteiro le pudo convencer de que nunca había pertenecido a la masonería. El abogado, además de hacer hincapié en las virtudes personales de Besteiro, negó que existiera causa para juzgarle y añadió que no se le estaba enjuiciando por sus actos, sino por sus ideas. El juicio oral duró casi cinco horas. Al final del proceso, Besteiro hizo uso de su derecho al último turno de palabra para reafirmar sus convicciones políticas, recordar lo antiguo de su militancia y su participación en la huelga general de 1917. Estas palabras iban contra la estrategia seguida por su letrado y perjudicaban su defensa.
El tribunal, presidido por el general Manuel Nieves Coso e integrado por siete generales y jefes, le condenó a cadena perpetua por un delito de «rebelión militar», pena que fue pronto conmutada por una pena de 30 años de prisión y sería también incluido en el sistema de revisiones e indultos.

### Presidio y muerte
Besteiro fue trasladado, previo paso por la prisión del paseo del Cisne de Madrid, al monasterio trapense de San Isidro de Dueñas, en la provincia de Palencia. El edificio estaba todavía ocupado por sus propietarios y tenía anexa una explotación agrícola que ayudaba a mejorar la alimentación. Había sido reconvertido parcialmente en prisión destinada a un grupo de sacerdotes vascos y al propio Besteiro. Este fue alojado en una celda que describió como monacal más que como carcelaria y pudo pasear por el campo. En las decenas de cartas que el reo envió a su esposa —en las que nunca manifestó rencor ni arrepentimiento— explicaba que era bien tratado y que «me han destinado a una habitación en una parte nueva, sencilla, limpia, llena de sol». Sin embargo, al poco tiempo los propios monjes alegaron que no podían atender su estancia. Las autoridades decidieron su traslado y algunos madrileños tuvieron la oportunidad de contemplar el último paso por la capital del antiguo presidente de las Cortes en un camión abierto cargado de sacerdotes que le rodeaban. Uno de sus acompañantes, el padre Ugarte, afirmó:

(...) don Julián, sentado estoicamente en un rincón del vagón, esperaba meditando, sin duda, en el homenaje silencioso de tantas gentes que, al reconocerle, no habían podido reprimir un gesto de adhesión emocionada y dolorida.

El 30 de agosto de 1939 Besteiro llegó a la cárcel de Carmona (Sevilla); allí continuó su relación con los sacerdotes nacionalistas vascos presos y siguió escribiendo a su mujer. Las gestiones realizadas para lograr su liberación o traslado fueron inútiles. Sus allegados intentaron que se aplicara una norma legal que permitía la excarcelación de presos de setenta años o próximos a esa edad, pero la decisión debía ser tomada por el ministro del Ejército, el general Varela. Hay indicios de que este y otros generales firmaron una petición dirigida a Franco, pero el dictador no quiso liberar al anciano y enfermo profesor.
Los sacerdotes vascos fueron liberados poco a poco a lo largo de 1940, lo que complicó la situación de Besteiro. Su alimentación empeoró y se vio obligado a realizar labores de limpieza —como el fregado de letrinas y suelos— en las que antes le ayudaban los clérigos. El 19 de septiembre le comunicaron a su mujer que padecía una enterocolitis, algo que ya había sufrido en el pasado. Sin embargo, tanto los síntomas como el tratamiento eran diferentes a los de otras ocasiones, lo que preocupó a Dolores Cebrián. Su solicitud de que el paciente fuera trasladado a un hospital fue rechazada por el médico del penal; igualmente rechazó indignado la posibilidad de que fuera reconocido por otros tres médicos de la localidad. Finalmente, la esposa consiguió a través de amistades que acudiera un especialista del oído que poco pudo hacer para salvar la vida del recluso. Tiempo después, este médico dijo que Besteiro había fallecido de una septicemia que el galeno de la prisión no había sabido diagnosticar ni tratar.
Falleció el 27 de septiembre de 1940 en condiciones de presidio deficientes. Jaume Claret Miranda tachó al presidio de «campo de concentración»; mientras que Antonio Jiménez-Landi sostiene que ni la personalidad ni las condiciones físicas del reo conmovieron al alcaide de Carmona, que no permitió ninguna consideración hacia el político socialista; Las fuentes son ambivalentes en lo referido a la causa del fallecimiento, que unas atribuyen a una infección —que según Preston habría adquirido en las letrinas— y otras a la tuberculosis.
Su muerte pasó desapercibida en aquel momento para los españoles debido al absoluto silencio de la prensa del interior del país. Sí tuvieron conocimiento los exiliados. El periódico comunista España Democrática, editado en Montevideo, le dedicó el artículo titulado «Ha muerto Besteiro, uno de los responsables del golpe de Casado», en el que le acusaba de no haber participado en la guerra «no por repulsión a la violencia sino por ausencia de identificación de esa gran epopeya».
Serrano Súñer admitió a posteriori en sus memorias publicadas en 1977 que su condena y muerte en prisión constituyeron un "acto torpe".

## Influencias e ideología

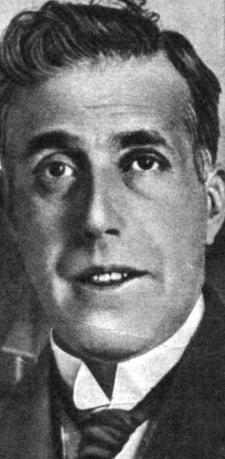
«La diferencia entre revolución y evolución no existe en el socialismo».

Marxista revisionista, Besteiro era admirador de Karl Kautsky y se mostraba contrario a la idea de dictadura del proletariado, cuyos intentos de instaurarla llegó a pensar que se demostrarían una «inútil ilusión infantil». Sin embargo, la defendió en la Conferencia de Berna de febrero de 1919 en el caso ruso; posición aparentemente contradictoria que Besteiro justificaría posteriormente en el sentido de que en Rusia se trataría de un caso de elección entre «dictadura socialista o anarquía». En ese sentido Juan Avilés Farré apunta que para Iglesias y Besteiro en esos momentos primaría un intento por mantener la unidad socialista. En cualquier caso, Besteiro se expresó siempre en términos de doctrinario marxista sobre el concepto de dictadura del proletariado. Para aclarar este punto, citamos al propio Besteiro en su artículo titulado Democracia y dictadura, publicado en El Socialista el 12 de abril de 1923: 
"Decir que la dictadura del proletariado es necesaria para el triunfo del Socialismo es, en términos marxistas, tanto como decir que el Socialismo no puede triunfar sin una acción política, lo cual no quiere en modo alguno significar que hayamos de destruir las formas existentes de la democracia, renunciar a las armas que la democracia ha forjado para nuestra defensa y poner todo el porvenir de la sociedad en que vivimos en manos de un grupo de redentores más o menos sinceros."
Ya Marx y Engels advertían en el Manifiesto comunista los peligros que entrañaría una posible interpretación reaccionaria del socialismo.[cita requerida]
Durante la dictadura de Primo de Rivera propuso la representación parlamentaria de intereses socioeconómicos sindicales mediante una segunda cámara de carácter corporativo —el Senado— en un principio equiparable en poder al Congreso, aunque más tarde convino en que debería ser de carácter simplemente consultivo.
«Vinculado a la facción derechista del PSOE», Stanley G. Payne lo califica como posiblemente el «único teórico marxista» de importancia en el partido. Pese a este estatus en el panorama socialista previo a la guerra civil, Paul Preston apunta que las contribuciones efectivas de Besteiro, lastrado por cierta «rigidez moral», al pensamiento marxista fueron muy escasas. Gerald H. Meaker lo describe como un «menchevique español». En la configuración de su pensamiento confluyeron influencias positivistas, neokantianas, marxistas y krausistas.
Emilio Lamo de Espinosa señala la existencia en las posiciones de Besteiro, en un viaje a la moderación en lo referente a su posición política, de tres periodos marcados por sendas fechas específicas: 1912, 1919 y 1924 —a partir esta última de la cual sería plenamente reformista—. Besteiro, que para Ricardo de la Cierva jamás fue un «verdadero marxista» sino «un doctrinario abierto a las evoluciones de la socialdemocracia europea», acentuó su anticomunismo con el transcurso de la Guerra Civil.
Sin duda, la obra capital de teoría política de Besteiro es Marxismo y antimarxismo (1935), que a su vez constituyó su discurso de entrada en la Academia de Ciencias Morales y Políticas y que fue presentado por Niceto Alcalá Zamora, a la sazón presidente de la República Española. En este ensayo, el autor parte de la tesis de que el pensamiento contemporáneo, incluso el que se considera más alejado del socialismo y más opuesto a él, ha sufrido el contagio no sólo del socialismo en su versión amplia, sino también concretamente del marxismo. La crisis económica, política, social y psicológica de la posguerra desencadenó la atmósfera ideal para la implantación de la dictadura fascista y de la dictadura del proletariado. Los comunistas se consideran herederos del pensamiento de Marx, pero el autor desmonta esto analizando las semejanzas entre ambas dictaduras y aclarando el pensamiento de Marx sobre la idea que tenía de las dictaduras. Para el autor, un partido socialista en el poder debe acometer la solución de los problemas económicos con su orientación propia, de lo contrario, corre el riego de convertirse en un partido burgués más. Un partido socialista fuera del poder no puede intentar acceder a él por medios violentos, pues puede degenerar en un reformismo violento similar al fascista, sino que tiene que construir un programa maduro de política gubernamental, a imitación del laborismo inglés.

## Obras
- Cartas desde la prisión. Madrid. Alianza, 1988.[144]
- Los juicios sintéticos a priori desde el punto de vista lógico, 1912.[145]
- El voluntarismo y el intelectualismo en la filosofía contemporánea (tesis doctoral).[146]
- La lucha de clases como hecho social y como teoría, 1929.[147]
- Los problemas del socialismo, 1934.[147]
- Marxismo y antimarxismo, 1935.[147]
- Obras completas, edición de E. Lamo de Espinosa, Madrid 1983, Centro de Estudios Constitucionales.[148]